# 메디 나프티
메디 벤 사도크 나프티(아랍어: مهدي النفطي, 1978년 11월 28일 ~ )은 메디 나프티로 불리는 튀니지의 전 축구 선수이며 포지션은 미드필더였다. 현재는 CD 레가네스의 감독으로 있다.

## 축구인 경력

### 클럽 경력
1997년 고향 클럽인 툴루즈에서 프로 무대에 데뷔하였다.
2000년 여름 프리메라리가의 라싱 산탄데르로 이적하였다. 라싱에서의 첫 시즌인 2000-01 시즌엔 A팀에서 3경기를 출전한 것을 제외하면 주로 B팀에서 활약하였다. 강등으로 2001-02 시즌부터 세군다 디비시온 소속이 된 라싱에서 주전 미드필더로 활약하였으며 3시즌 간 35개의 옐로우 카드와 3개의 레드 카드를 받았다.
2005년 1월 로비 새비지의 대체자로 버밍엄 시티로 임대 이적하였다. 시즌 종료 후 버밍엄으로 완전 이적하였다. 2008년 8월 위컴과의 리그 컵 경기에서 잉글랜드 무대 첫 득점을 기록하였다.
2009년 여름 그리스의 아리스로 이적하였다.
2011년 1월 세군다 디비시온의 레알 바야돌리드로 이적하며 스페인 무대로 복귀하였고 2012년 여름엔 레알 무르시아로 이적하였다. 2012-13 시즌 무르시아에서 리그 30경기에 출전하여 팀이 강등을 피해 잔류하는데 기여하였다. 2013-14 시즌을 앞두고 카디스에 입단하였으나 부상으로 2014년 1월에 팀을 떠났다.

### 국가대표 경력
2002년 튀니지 대표팀 소속으로 A매치에 데뷔하였고 그 해에 열린 아프리카 네이션스컵에 참가하였다.
이후 2004년 아프리카 네이션스컵, 2005년 컨페더레이션스컵에 출전하였고 2006년 월드컵에선 조별 예선 3경기에 모두 출전하였다. 2008년 아프리카 네이션스컵에 참가하였다.